# Château de Chamron
Le château de Chamron, aussi appelé château de Champrond ou château de Vichy-Chamron, est un ancien château aujourd'hui disparu situé au lieu-dit Chamron à l'origine sur la commune de Ligny-en-Brionnais mais ensuite rattaché à la commune de Saint-Julien-de-Jonzy dans le sud-ouest du département de Saône-et-Loire en région Bourgogne-Franche-Comté..

## Histoire
Le château fut la propriété de la maison de Vichy de 1373 à la Révolution.
En 1789, à la veille de la Révolution, Abel-Marie-Claude-Marthe, marquis de Vichy (1740-1793) est l'un des plus grands propriétaires terriens du Brionnais où il possède quatre châteaux dont celui de Chamron et une trentaine de domaines ruraux.
Madame du Deffand, salonnière et épistolière, est née au château en 1696 et y fit ensuite de fréquents séjours. Sa nièce, Julie de Lespinasse,  également salonnière et épistolière, y vécut jeune fille de 1748 à 1752, après la mort de sa mère.
En octobre 1793, le marquis de Vichy est exécuté à Lyon et le château, devenu bien national, est vendu un an plus tard le 2 vendémiaire de l'an III (23 septembre 1794), sans les meubles vendus à part, pour 106 000 livres à un dénommé Chevalier, originaire de Marcigny. 
Dans le cadastre de 1825, à l'emplacement du château figure la mention « où fut le château de Chamron ».
Aujourd'hui le château n'existe plus. À sa place on trouve un bâtiment de remise agricole qui reprend juste un cartouche du château datant de 1738. Les deux grandes terrasses sont devenues des pâtures.